# وودنوفکا
وودنوفکا (به لاتین: Vvedenovka) یک منطقهٔ مسکونی در روسیه است که در استان آمور واقع شده‌است.